# 巴扎伊哈河

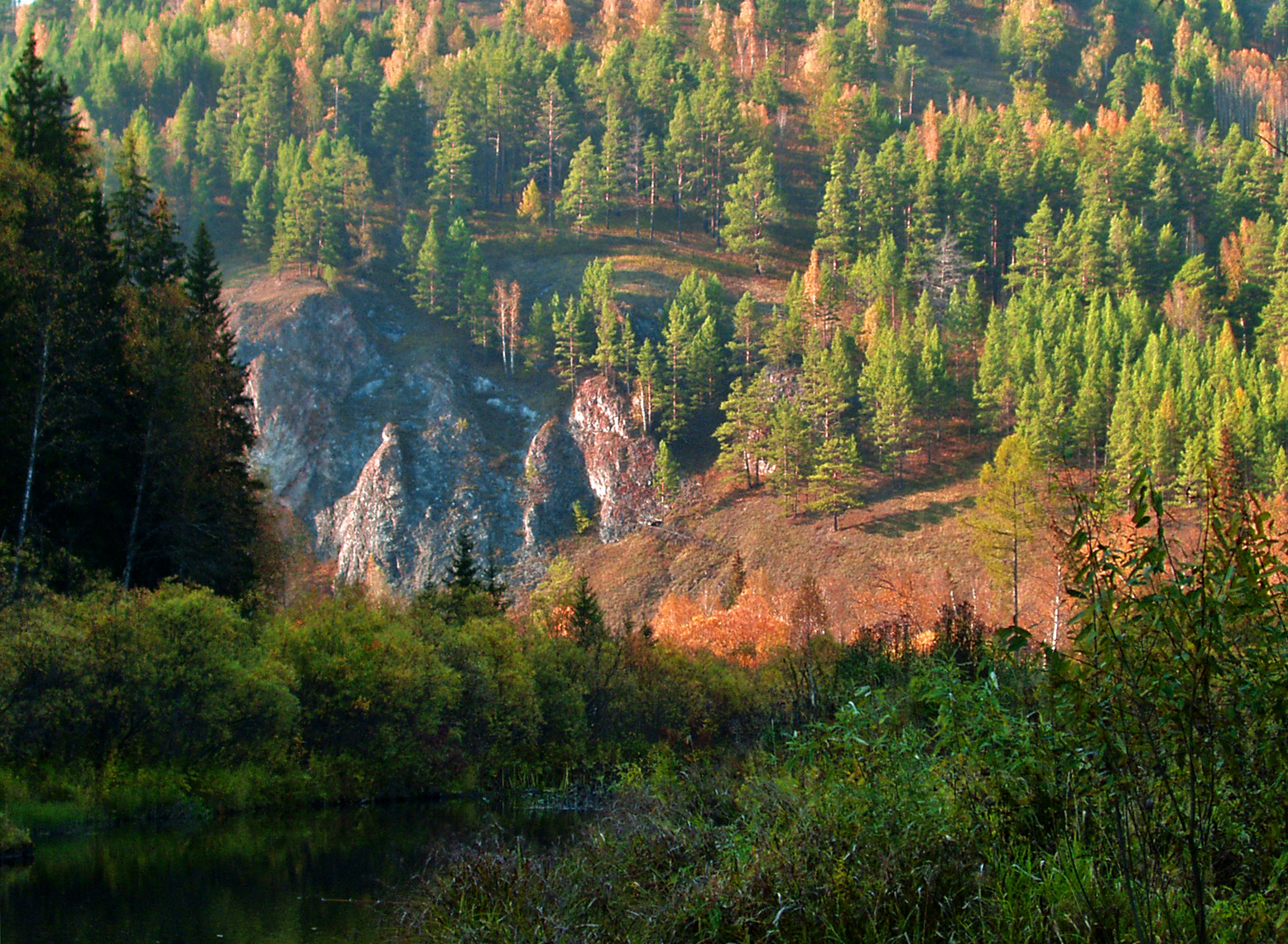
巴扎伊哈河河谷

巴扎伊哈河是俄羅斯的河流，位於克拉斯諾亞爾斯克邊疆區，屬於葉尼塞河的右支流，從薩彥嶺的發源地往西北流，河道全長128公里，最終在克拉斯諾亞爾斯克西南面與葉尼塞河匯合。